# Amante Real
A amante real é a posição histórica de uma amante de um monarca ou um herdeiro aparente. Algumas amantes tiveram bastante poder. Estas poderosas amantes têm sido comummente referidas como o "poder por trás do trono". A prevalência da criação deste cargo pode ser atribuído ao fato de que os casamentos reais foram até recentemente realizados exclusivamente com base em considerações políticas e dinásticas, deixando pouco espaço para as preferências pessoais do monarca na escolha de um companheiro.
Na história europeia, os filhos das amantes não eram normalmente incluídos na linha de sucessão, exceto, talvez, quando os casamentos secretos (morganáticos) eram legitimados. Daí a Rebelião de Monmouth, quando Jaime Scott, 1.º Duque de Monmouth reivindicou o trono da Inglaterra e da Escócia, sob o fundamento de que a sua mãe tinha sido mulher, em vez de uma amante, de Charles II.

## Amantes Reais na história Inglesa
- Edite Swannesha, amante do Rei Haroldo II
- Nest ferch Rhys, amante de Henrique I de Inglaterra
- Rosamund Clifford, amante de Henrique II
- Clemence Pinel, amante de João I de Inglaterra
- Alice Perrers, amante de Eduardo III
- Jane Shore, amante de Edward IV
- Bessie Blount, amante de Henrique VIII
- Maria Bolena, amante de Henrique VIII
- Ana Bolena, amante (mais tarde rainha) de Henrique VIII

## Amantes Reais na história Escocesa
- Margaret Erskine, amante de James V

## Amantes Reais na história Britânica
- Lucy Walter, amante de Carlos II
- Barbara Palmer, 1ª Duquesa de Cleveland, amante de Carlos II
- Louise de Kérouaille, Duquesa de Portsmouth, amante de Carlos II
- Nell Gwyn, amante de Carlos II
- Moll Davis, amante de Carlos II
- Hortênsia Mancini, amante de Carlos II
- Arabella Churchill, amante Jaime II
- Catherine Sedley, Condessa de Dorchester, amante de Jaime II
- Elizabeth Villiers, amante de Guilherme III
- Conde de Albemarle, amante de Guilherme III[1]
- Ehrengard Melusine von der Schulenburg, Duquesa de Kendal e Munster, amante de Jorge I
- Henrietta Howard, Condessa de Suffolk, amante de Jorge II
- Mary Scott, Condessa de Deloraine (1703–44), amante de Jorge II[2]
- Amalie von Wallmoden, Condessa de Yarmouth, amante de Jorge II
- Hannah Lightfoot, amante de Jorge III
- Maria Anne Fitzherbert, amante de Jorge IV
- Frances Villiers, Condessa de Jersey, amante de Jorge IV
- Grace Elliot, amante de Jorge IV
- Mary Robinson, amante de Jorge IV
- Isabella Ingram-Seymour-Conway, Marquesa de Hertford, amante de Jorge IV
- Marquesa de Conyngham, amante de Jorge IV
- Dorothea Jordan, amante do Príncipe Guilherme que se tornou mais tarde Guilherme IV
- Sarah Bernhardt, amante de  Eduardo VII
- Jennie Jerome, amante de Eduardo VII
- Lillie Langtry, amante de Eduardo VII
- Daisy Greville, Coundessa de Warwick, amante de Eduardo VII
- Alice Keppel, amante de Eduardo VII
- Agnes Keyser, amante de Eduardo VII
- Freda Dudley Ward, amante de Eduardo VIII
- Lady Furness, amante de Eduardo VIII do Reino Unido
- Wallis Simpson, amante e depois mulher de Eduardo VIII
- Camilla Parker-Bowles, amante e depois mulher de Carlos, Príncipe de Gales

## Amantes Reais da história Europeia
- Anna Mons (Rússia)
- Agnès Sorel (França)
- Anna Lopukhina (Rússia)
- Bianca Cappello (Itália)
- Caroline Lacroix (Bélgica)
- Diana de Poitiers (França)
- Jeanne Baptiste d' Albert de Luynes (Itália)
- Josefina de Beauharnais (França)
- Hedvig Taube (Suécia)
- Katharina Schratt (Áustria)
- Liliana, Princesa de Réthy, amante do filho do rei (Bélgica)
- Lola Montez (Baviera)
- Madame de Pompadour (França)
- Magda Lupescu (Roménia)
- Maria Touchet (França)
- Maria Naryshkina (Rússia)
- Maria Peres de Enxara, amante de D. Afonso III de Portugal (Portugal)
- Maria Amélia Laredó e Murça (Portugal)
- Eléonore Denuelle de La Plaigne (França)
- Marie, Condessa Walewski (França)
- Maria Vetsera, Baronesa de Vetsera (Áustria)
- Rosa Vercellana (Itália)
- Catarina Dolgorukov (Rússia), amante e depois esposa de Alexandre II da Rússia
- Sybille de Selys Longchamps (Bélgica)
- Sophie Amalie Mariposa (Dinamarca)
- Gabrielle d'Estrées (França)
- Denham Fouts (Grécia)

## Ler mais
- Friedman, Dennis. (2003). Senhoras do Quarto:O Papel da Real Senhora. U. K: Peter Owen Editores. ISBN 0-7206-1244-6
- Powell, Roger. (2010). REAL SEXO: Amantes e Amantes da Família Real Britânica. Amberley. ISBN 1-84868-212-3
- Carlton, Charles. (1990). Royal Amantes. Routledge. ISBN 978-0-415-00769-6
- Exercícios De Cawthorne, Nigel. (1994). A Vida Sexual dos Reis e Rainhas da Inglaterra de Henrique VIII, para os dias de hoje. Prião. ISBN 1-85375-139-1